# 경제 주체
경제학에서 경제 주체 또는 에이전트(agent)는 경제의 어떤 측면을 다루는 경제 모형에서 행위자(더 구체적으로는 의사결정자)이다. 일반적으로 모든 경제 주체는 잘 정의되거나 불분명하게 정의된 최적화 또는 선택 문제를 해결하여 결정을 내린다.
예를 들어, 구매자(소비)와 판매자(생산)는 단일 시장의 부분균형 모형에서 두 가지 일반적인 유형의 경제 주체이다. 거시경제 모델, 특히 미시적 기초에 명시적으로 기반을 둔 동태확률 일반균형 모델은 종종 가계, 기업, 그리고 정부 또는 중앙은행을 경제의 주요 경제 주체 유형으로 구분한다. 이들 각 경제 주체는 경제에서 여러 역할을 수행할 수 있다. 예를 들어, 가계는 모형에서 소비자, 노동자, 유권자로 활동할 수 있다. 일부 거시경제 모델은 노동자와 구매자와 같은 더 많은 유형의 경제 주체를 구분하기도 한다. 또는 상업은행과 같은 더 많은 유형의 경제 주체를 구분하기도 한다.
경제 주체라는 용어는 본인-대리인 모델과 관련해서도 사용된다. 이 경우, 이는 특히 본인을 대신하여 행동하도록 위임받은 사람을 의미한다.
에이전트 기반 전산 경제학에서 해당하는 에이전트(주체)는 실제 사람이 아니라 시공간에 걸쳐 "규칙에 따라 상호 작용하도록 모델링된 계산 개체"이다. 이 규칙은 규정된 인센티브와 정보에 기반한 행동과 사회적 상호 작용을 모델링하기 위해 공식화된다. 에이전트라는 개념은 동적인 다중 에이전트 경제 시스템의 맥락에서 다른 유사한 개체와 상호 작용하는 모든 지속적인 개인, 사회적, 생물학적 또는 물리적 개체로 넓게 해석될 수 있다.

## 대표 대 이질적 경제 주체
주어진 유형의 모든 경제 주체(예: 모든 소비자 또는 모든 기업)가 정확히 동일하다고 가정하는 경제 모형을 대표 경제 주체 모델이라고 한다. 경제 주체 간의 차이를 인식하는 모델을 이질적 경제 주체 모델이라고 한다. 경제학자들은 경제를 가능한 한 가장 간단한 용어로 설명하고자 할 때 종종 대표 경제 주체 모델을 사용한다. 이와 대조적으로, 경제 주체 간의 차이가 당면한 문제와 직접적으로 관련이 있을 때 이질적 경제 주체 모델을 사용할 의무가 있을 수 있다. 예를 들어, 연금의 경제적 효과를 연구하는 모델에서는 연령의 이질성을 고려하는 것이 필요할 수 있다. 예방적 저축 또는 재분배 세금을 연구하는 모델에서는 부의 이질성을 고려하는 것이 필요할 수 있다.

## 같이 보기
- 대리 (법률)
- 수요 집합
- 경제인
- 시장 소비자

## 추가 문헌
- Hartley, James E. (1997). 《Retrospectives: The Origins of the Representative Agent》. 《Journal of Economic Perspectives》 10. 169–177쪽. doi:10.1257/jep.10.2.169. JSTOR 2138488. S2CID 154459239.
- Kirman, Alan P. (1992). 《Whom or What Does the Representative Individual Represent?》. 《Journal of Economic Perspectives》 6. 117–136쪽. doi:10.1257/jep.6.2.117. JSTOR 2138411.